# David Nehoda
David Nehoda (* 10. dubna 1971) je bývalý český fotbalista, obránce. Jeho otec je bývalý fotbalový reprezentant Zdeněk Nehoda a bratr je bývalý fotbalista Michal Nehoda. Po skončení aktivní kariéry pracuje jako licencovaný hráčský agent.

## Fotbalová kariéra
V české lize hrál za FC Union Cheb a 1. FK Příbram. Nastoupil celkem ve 41 ligových utkáních a dal 2 góly. Ve druhé lize hrál i za FC Chomutov a AFK Atlantik Lázně Bohdaneč.

## Ligová bilance
| Ročník                          | Zápasy | Góly | Klub             |
| ------------------------------- | ------ | ---- | ---------------- |
| 1. česká fotbalová liga 1994/95 | 3      | 0    | FC Union Cheb    |
| Gambrinus liga 1997/98          | 12     | 0    | FC Dukla Příbram |
| Gambrinus liga 1998/99          | 22     | 2    | FC Dukla Příbram |
| Gambrinus liga 1999/00          | 4      | 0    | FC Dukla Příbram |
| CELKEM                          | 41     | 2    |                  |